# Santo Domingo de Silos (Spagna)
Santo Domingo de Silos è un comune spagnolo di 282 abitanti situato nella comunità autonoma di Castiglia e León.

## Storia
Celebre è l'abbazia benedettina del Monastero di Santo Domingo de Silos, che vanta un pregevole chiostro romanico. Qui si trova inoltre il cimitero in cui è stata girata la scena finale del film Il buono, il brutto, il cattivo.

## Località
Il comune comprende le seguenti località:
- Santo Domingo de Silos (capoluogo)
- Hinojar de Cervera
- Hortezuelos
- Peñacoba